# Cultura huasteca
La cultura huasteca fue una civilización que se desarrolló en una vasta región de México conocida como la Región Huasteca, compartida por los actuales estados de Veracruz, San Luis Potosí, Hidalgo, Tamaulipas, Querétaro y Puebla. Hablaban de la familia mayense, de la que desciende el idioma huasteco actual. El pueblo huasteco, descendientes de la antigua civilización, continúa viviendo en la región que históricamente habitaron sus antepasados.

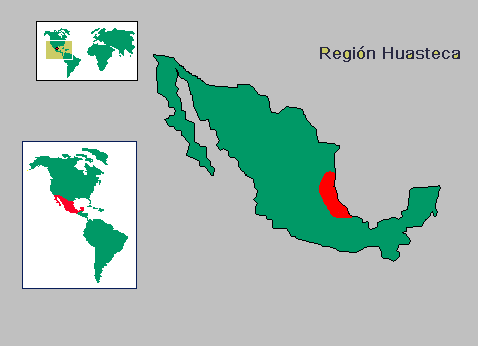
Región Huasteca

## Toponimia
El nombre huasteco se deriva del vocablo náhuatl cuextecatl o huaxtecatl, que tiene dos posibles acepciones, respectivamente: la primera de cuachalolotl "caracol pequeño o caracolillo", y la segunda de huaxitl, "guaje", que es una pequeña leguminosa.

Hablando de este pueblo Fray Bernardino de Sahagún dice: 
"El nombre de todos estos tómase de la provincia que llaman Cuextlan, donde los que están poblados se llaman "Cuextecas", si son muchos, y si uno "Cuextecatl", y por otro nombre "Toveiome" cuando son muchos, y cuando uno "Toveio", el cual nombre quiere decir "nuestro prójimo". A los mismos llamaban "Panteca", o "Panoteca", que quiere decir "hombre del lugar del pasadero". Los cuales fueron así llamados, y son los que viven en la provincia de "Panuco", que propiamente se llama "Pantlan", o "Panotlan", que así "Panoaia", que quiere decir, "lugar por donde pasan", que es a orillas, o riberas de la mar, y dicen que la causa porque les pusieron nombre de "Panoaya" es, que según los primeros pobladores que vinieron a poblar esta tierra de México, llegaron a aquel puerto con navíos, con que pasaron aquella mar."

## Historia precolombina
La región Huasteca se encuentra en el norte de Veracruz, el sur de Tamaulipas y partes de los estados de San Luis Potosí e Hidalgo. En mucho menor medida comprende algunas zonas de los estados de Puebla y Querétaro. Aunque es conveniente aclarar que el máximo avance de la cultura huasteca, la constituye en un adoratorio cerca del Rancho la Burrita, al oriente de Matamoros Tamaulipas, según el relato de don Joaquín Meade. Incluso los huastecos llegaron a comerciar con los pueblos nómadas del norte, entre ellos los habitantes del Complejo Brownsville-Barril. 
En la época precolonial la huasteca estaba poblada por diversos grupos: huastecos, tepehuas, otomíes y totonacos, ubicados en el sur y suroeste. En el norte y noroeste se hallaban los nahuas entreverados con guachichiles, pames y diversos grupos chichimecas. La región era conocida con el nombre de Xiuhcoac, que significa "serpiente de turquesas".
Los nahuas han sido identificados con los aztecas o mexicas, estos constituían la sociedad dominante en Mesoamérica antes y durante la llegada de los españoles. El náhuatl era reconocido como la lengua franca en toda Mesoamérica. Después de la caída de Tula la población nahua llegó en oleadas migratorias a poblar el norte de Veracruz y el oriente de San Luis Potosí. Esta población nahua se consolidó en el centro y sur de la Huasteca a partir de la conquista mexica en el siglo XV.
Grupos importantes de huastecos fueron nahuatizados durante esta invasión. Desde entonces hasta la fecha el idioma náhuatl ha sido hablado en la Huasteca. En la parte baja del Pánuco en Veracruz, los nahuas emigrantes establecieron alianzas con los huastecos para defenderse de los ejércitos mexicas. Los nahuas aztecas invadieron el territorio de los huastecos, ocupando casi todo el sur de la región, desde Tuxpan, Temapache y Tampatel hasta Aquismón (San Luis Potosí), con el propósito de rodear al señorío independiente de Meztitlán, al que no habían podido derrotar, para someterlo al gobierno de la Triple Alianza.

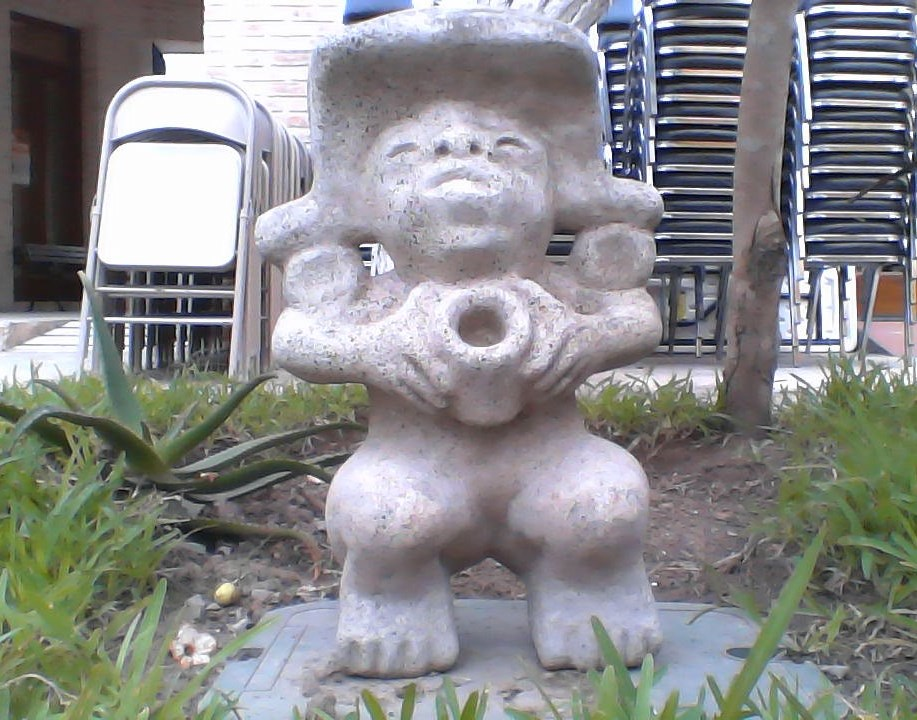
Cerámica huasteca en el Museo Casamata de H. Matamoros, Tamaulipas.

## Economía

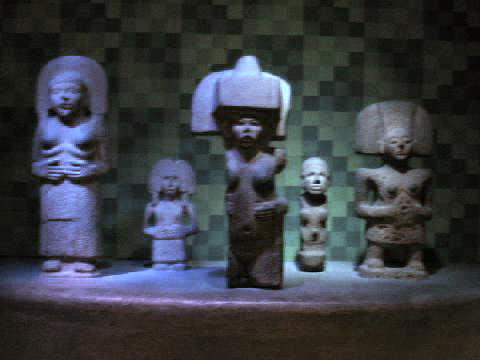
Estatuas huastecas - AMNH.

Por medio de diferentes estudios arqueológicos se sabe que los primeros agricultores de esta zona fueron posiblemente de filiación otomí, que se establecieron en los márgenes del río Pánuco con una tradición cultural fechada hacia 2500 a. C. A partir, tal vez del año 1500, llegaron los huastecos a la zona.
Esta cultura fue y sigue siendo excelente alfarera. Fabricaban numerosos recipientes de arcilla cocida, los correspondientes al periodo temprano recibe el nombre de fase Pavón. Ésta agrupa recipientes con un baño de color rojo o blanco que presentan una decoración incisa y cuyas formas corresponden a ollas de cuerpos esféricos o también a ollas con cuerpos en forma de molduras o gajos que recuerdan de inmediato la forma de las calabazas.
Actualmente, la agricultura es una parte importante de la economía huasteca, cultivan maíz, sorgo, café, cebada, cacahuate, naranja, aguacate, mango, papaya, plátano, limón, piña, guayaba, caña de azúcar y frijol. Tienen criaderos de ganado bovino, talan árboles de maderas preciosas para la venta. Acostumbran, según la zona, la piscicultura. Extraen azúcar de la caña de azúcar. Algunos pueblos huastecos fabrican aglomerados de madera y de algunas rocas hacen cemento que les ayudan a construir distintos objetos.
En la Sierra de Tamaulipas es donde el arqueólogo Richard Mac Neish encontró en unas cuevas testimonios de la evolución en la domesticación y cultivo del maíz, lo cual parece indicar que fue en la región huasteca donde los antiguos nativos tuvieron por primera vez el maíz tal y como hoy lo conocemos.

## Características físicas
Los huastecos, en promedio, son de baja estatura, con piel morena, cabello negro y lacio, generalmente son fuertes y gozan de buena salud. Las mujeres son, en promedio, muy hábiles alfareras y excelentes bordadoras.

### Vestimenta
Entre los huastecos se acostumbra principalmente los vestidos de manta. Se distinguían de otros pueblos mesoamericanos por su costumbre por practicar la deformación craneana tabular en tres formas: erecta, oblicua y mimética; así como por la limadura de dientes. Pintaban su cabello con diferentes colores y tatuaban su cuerpo. Usaban brazaletes y adornos de plumas. Los huastecos se perforaban los lóbulos con el propósito principal de utilizar ornamentos de concha y hueso. Se sabe gracias a la información que brindan las esculturas y las figurillas que gustaban de la pintura corporal y la escarificación. Otro de sus elementos distintivos era el gusto de andar desnudos total o parcialmente. Aún que los informantes nahuas insisten en señalar la tendencia huasteca hacia la desnudez, las narraciones del siglo XVI nos los presentan como un pueblo que gustaba de ataviarse de forma muy variada con elegante joyería elaborada con conchas y caracoles, que se combinaban con ornamentos de oro y finas plumas. Sahagún nos habla también de las elegantes mujeres huastecas que se teñían el cabello de rojo o amarillo y portaban el quexquémitl.

### Idioma
El término huasteca al parecer se deriva de la palabra náhuatl huaxteco  relata el fraile Sahagún--, puesto que éste se llamaba Cuextécatl, también le decían Pantalán o Ponotlan. Los idiomas más comúnmente hablados por los huastecos son el Téenek o idioma Huasteco, Náhuatl y el español. La primera de ellas es clasificada como una lengua mayense, familia de la que se separó hace varios miles de años. En su propia lengua, los huastecos se daban el nombre de téenek, que probablemente sea una contracción de "Te'", aquí e "Inik", hombre", que significaría "hombres de aquí".
Según algunos lingüistas forma parte del tronco lingüístico protomaya, hace varios miles de años del cual derivarían todas las lenguas mayas y el huasteco. Algunos consideran que quienes se establecieron primero en su actual hábitat fueron los huastecos, seguidos por los mayas, y que el puente de unión entre ambos fue destruido por los nahuas algunos siglos más tarde por su gran influencia lingüística y cultural así como también por quienes también poblaron la costa veracruzana: los totonacos.

## Manifestaciones culturales

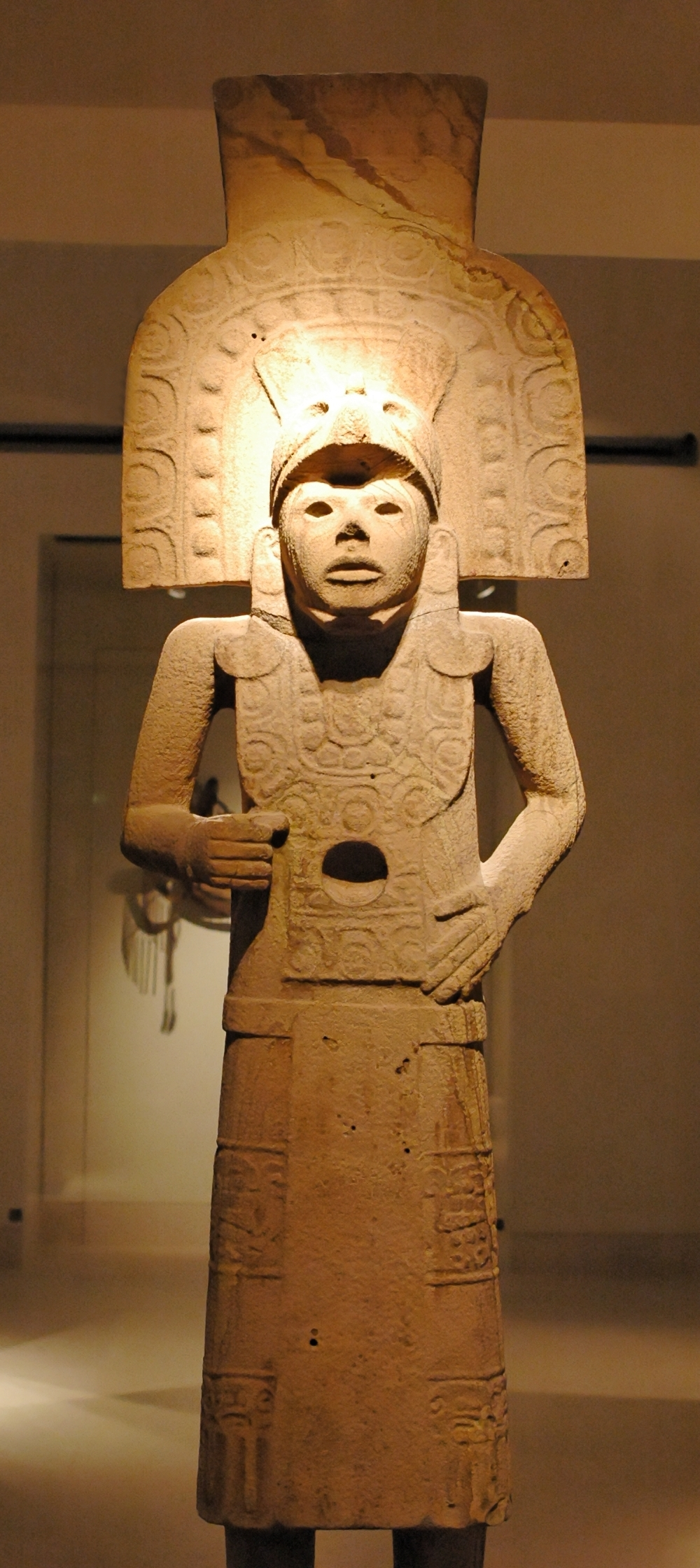
Estatua huasteca en el Museo de Antropología de Xalapa

### Arte
La pintura huasteca generalmente se conoce gracias a la cerámica que elaboraron. Son también muy buenos artistas trabajando la cerámica, sobre todo en los que están involucrados dibujos café oscuro

### Huapango huasteco o son huasteco

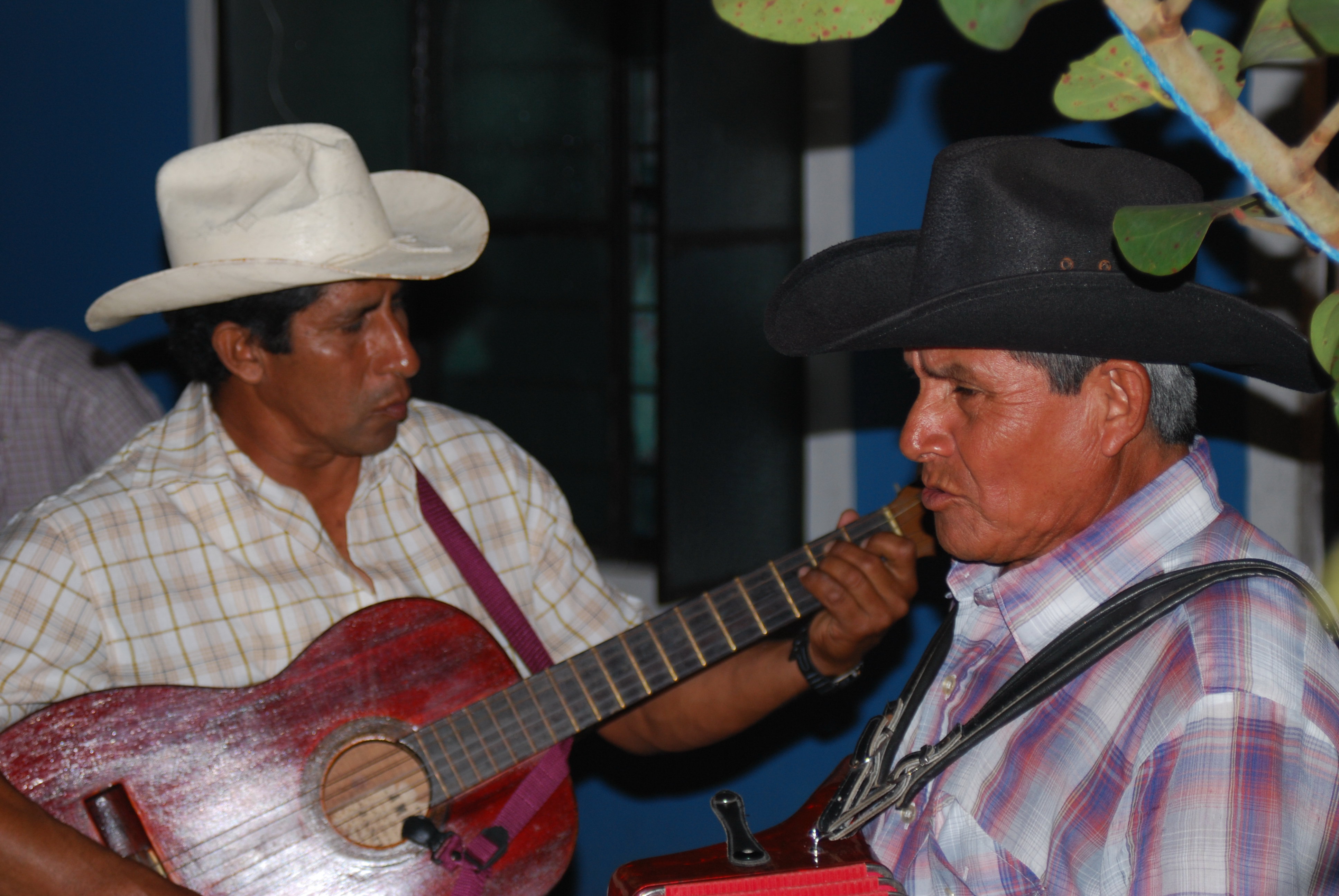
Corridos huastecos, Tampico Alto, Veracruz.

El huapango es un género musical mexicano basado en compás ternario, interpretado en diversas formas, las más conocidas son tres variantes: el huapango típico o son huasteco, interpretado por el trío huasteco; el huapango norteño, interpretado por conjunto norteño y el huapango de mariachi. La palabra huapango parece ser derivada del vocablo náhuatl cuauhpanco, de cuahuitl, ‘leño de madera’ o ‘árbol’, pan y co, ambos sufijos locativos que hacen de la primera palabra un locativo. Es decir, en síntesis sobre el tablado o sobre la tarima. Al huapango también se conoce con el término son huasteco. En un principio existía la diferenciación entre los términos, siendo los huapangos las canciones con letra fija y los sones huastecos las piezas para trovar, para componer versos. Se toca en las regiones de Veracruz, San Luis Potosí, Hidalgo, Tamaulipas, Puebla , Guanajuato y Querétaro.

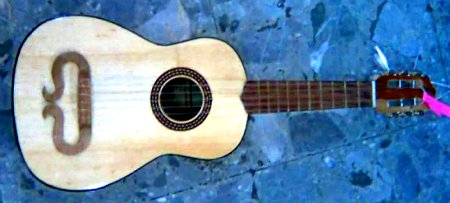
Jarana huasteca

Los sones de la región Huasteca son conocidos como Huapangos o sones Huastecos, esto para distinguirlo de ritmos españoles con canciones conocidas en México; diferenciándose de estos en cuanto a su estructura lírica y musical, junto a la jarana huasteca que es una guitarra de tamaño pequeño y cinco cuerdas que se utiliza para llevar el ritmo y en la forma de las fiestas en las cuales se toca de los otros tipos de Huapango. El conjunto tradicional de huapangueros es llamado trío huasteco, y está formado por un ejecutante de quinta huapanguera (una guitarra de cinco u ocho cuerdas y cajón de resonancia mayor que el de la guitarra normal), mientras otro ejecuta la jarana huasteca (un cordófono de cinco cuerdas distinta de la jarana jarocha). Estos dos instrumentos llevan el ritmo y la armonía de la pieza, mientras el violín pauta la melodía. El canto del huapango se ejecuta generalmente a dos voces, y en ocasiones los cantores se turnan los versos de una copla. En este caso, las formas comunes son que la primera voz cante los primeros dos versos y la segunda los repita, o bien, le conteste con otros dos versos. Mientras los cantores hacen los versos, el violín guarda silencio y el zapateado es menos impetuoso.
Desde años remotos el huapango ha sido objeto de la reivindicación cultural de los nativos de la Huasteca: las estaciones indigenistas de radio recopilan las ejecuciones de los grupos indígenas de la región; se celebra anualmente un encuentro de huapangueros en alguna de las localidades de la Huasteca (el primero fue en Querétaro), siendo el más importante el que se realiza año con año en San Joaquín, municipio del mismo estado, considerado por el Consejo Nacional para la Cultura y las Artes (Conaculta), el evento más importante de esta categoría, sólo después de la Guelaguetza. De hecho algunos tríos han creado fama comercial por producir material y realizar giras internacionales para promocionar el género, como son los casos del Trío Armonía Huasteca de Frumencio Olguín, Trío Tamazunchale y los Reales de Colima.Sin dejar de mencionar al trío "Camperos de Valles" quienes cuentan con un disco grabado en Inglaterra. En algunas poblaciones del estado de Hidalgo como Nicolás Flores el huapango es la música principal con que se amenizan los bailes populares. En Nicolás Flores se realiza en febrero de cada año un Concurso de Baile de Huapango para aficionados, y es el evento central de sus fiestas anuales en esa misma fecha. El Concurso Nacional de Baile de Huapango tiene lugar el primer fin de semana de abril en el municipio de San Joaquín (Querétaro).
El Huapango, por ser un ritmo muy falsado (es decir, que en cada 3/4 de compás se marca el falsete) nos indica que la raíz del flamenco, con ese particular cante jondo, puesto que su herencia en el marcado del ritmo es abundante, aunque en el caso de la melodía, formada por una escala en Do mayor, hace que el acorde marcado sea armónico al sonido producido por la jarana y que se una al ritmo marcado por la quinta huapanguera.

#### Representantes clásicos del huapango
- Elpidio Ramírez "El viejo"

Gran violinista veracruzano que fue clave en la popularización del huapango. Algunas de su obras más importantes son: El bejuquito (Que registro como obra suya, aunque se dice que es de dominio popular), El caimán, La azucena, La leva, La Petenera, El gusto, La guasanga, La Cecilia, La rosa, El cielito lindo huasteco, Pahuatlán y Fandanguito.
- Nicandro Castillo

Oriundo de Xochiatipan, Hidalgo, cantante y guitarrista muy reconocido por figuras como Elpidio Ramírez.
Sus obras más representativas son: El hidalguense, Los tres huastecos, El cantador, La calandria, Sueño, El alegre, El huasteco, Fiesta huasteca, El framboyán, El cuervo, El cuerudo, Huejutla, Metzquititlán, Molango, Amanecer huasteco y Los arrieros.
- José Agustín Ramírez Altamirano

Docente y gran escritor guerrerense. Algunas de sus obras son: María Elena, Mañanitas costeñas, Por los caminos del sur, Acapulqueña, El toro rabón, Ometepec, Caminos de Chilpancingo, Caleta, Linaloe, Atoyac , entre otras creaciones inéditas.
- Adelfo Hernández

Originario de Atecoxco, Municipio de Tianguistengo, Hidalgo, fundador e integrante del grupo huasteco Los Rogacianos, con quienes se presentó en múltiples foros nacionales y extranjeros, programas de radio y de televisión; además compositor, algunas de sus obras son: Alma Huasteca, Que me entierren con Huapangos, El Necio, Calla y Vete, Soy Hidalguense, Volví a Caer, El Bandido, Enséñame a Querer, Nada de Nada, El Bailarín, etc., grabadas por distintos artistas como Vicente Fernández, Los Tres Huastecos, La Sonora Santanera, María de Lourdes, Miguel Aceves Mejía, y casi todos los tríos huastecos, entre otros.

### Religión
Las prácticas religiosas huastecas giran en torno de la planta del maíz, así como sus condiciones de reproducción y de los trabajos que se requieren para cultivarla.

### Fiestas
Pueblo huasteco durante las fiestas se acostumbraba llevar a cabo numerosas danzas. Una de ellas es malitzin o matlachines, que era interpretada por varias parejas.

## Ciudad de Tamohi o Tamtoc
La ciudad de Tamohi, ciudad prehispánica antigua, es también conocida como: Tamtoc, Tamuín, Aserradero, o con el nombre de "El Consuelo", rancho de donde se ubica, esto en el municipio de Tamuín, San Luis Potosí. Tamohi significa "lugar donde hace remolino el agua" en lengua huasteca. En esta ciudad destacan edificios de proporciones monumentales, ahí se encuentran los mayores del México prehispánico. Actualmente la vegetación natural se mantiene corta y así es posible apreciar desde gran distancia sus edificios, los cuales superan en tamaño al resto de los de la Costa del Golfo de México, se ubican entre los 10 más grandes del México prehispánico. En tiempos modernos se tiene conocimiento de su existencia desde 1880, pero excavada parcialmente en 1960, Tamtoc fue comparada con la monumentalidad de Teotihuacán.
Con una extensión de cerca de 210 hectáreas, se puede asegurar que Tamohi fue uno de los centros urbanos huastecos más importantes del último periodo prehispánico por sus dimensiones y características. Tuvo un breve desarrollo durante dos o tres siglos antes de que los españoles llegaran, hasta su repentino abandono en el siglo XVI. Se localiza en la ribera del lado derecho del río Tampaón, parte del sistema hidráulico del río Pánuco.
Esta ciudad floreció independiente de las otras culturas mesoamericanas, fue la ciudad más importante del noreste de México. La mayor parte de la ciudad fue construida exclusivamente con tierra. El centro urbano estaba a salvo de las inundaciones que afectaban la comarca. Posee un complejo trazado urbano ya que sus construcciones se encuentran tanto sobre prominencias naturales como sobre grandes plataformas que sirven de basamento a varios conjuntos con funciones cívicas, religiosas y habitacionales. La distribución de Tamohi estaba en función de grandes plataformas multifuncionales muy elevadas ya que las periódicas inundaciones limitaban los lugares en los que se podía construir. Las casas de la gente común se encuentran en las partes altas cercanas a las plataformas y sobre lomas vecinas, ahí también se construyeron pequeñas terrazas que albergaban habitaciones y huertos.
El comercio fluvial adquirió una enorme trascendencia gracias a encontrarse a la orilla del río. La ciudad llegó a contar con varios atracaderos ya que desde el río, tanto mercaderes, visitantes y los mismos pobladores ascendían por medio de rampas y bancales a espacios sucesivamente más restringidos. Sitios que lo mismo funcionaban como mercado como para realizar reuniones religiosas e incluso de carácter político y administrativo. En ciertos días en las plazas se efectuaban ritos públicos o se congregaba a los moradores locales y vecinos para eventos cívicos, en otras plazas se practicaba el trueque de mercancías locales por otras que provenían de lejanos lugares.

### Proyecto Arqueológico Tamtoc

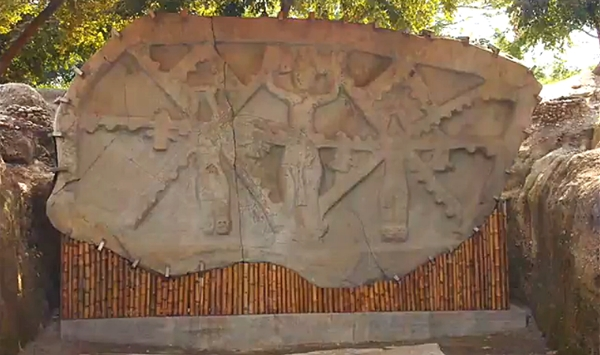
Monumento 32, Calendario lunar, Tamuin, S.L.P.

En el municipio de Tamuín, S.L.P., se encuentra la zona arqueológica llamada Tamtoc donde el INAH - Instituto Nacional de Antropología e Historia - lleva a cabo un proyecto que tiene como propósito principal rescatar la zona arqueológica de Tamtoc y descubrir a fondo todo lo concerniente a la cultura Huasteca. Esta zona arqueológica está ubicada dentro de la ciudad de Tamohi, y forma parte de los centros ceremoniales huastecos.
Entre los descubrimientos importantes en este proyecto está el Monumento 32, nombre técnico provisional con el que se dio a conocer en noviembre de 2006. Es un calendario lunar monumental, más grande y más antiguo que el conocido como Piedra del Sol o "Calendario Azteca". Su antigüedad exacta aún no está establecida, se estima que fue elaborado entre 1150 y 700 a. C. aparentemente por los Olmecas, cultura que se desconocía se hubiese establecido en esta zona en un tiempo tan temprano. El calendario es un monolito de piedra arenisca polimineral, tiene ocho metros de largo y cuatro de altura, tiene un espesor de 50 cm. y un peso superior a las 30 toneladas. Fue encontrado de forma accidental en febrero de 2005 mientras se trabajaba en la restauración del canal hidráulico que ya durante una época anterior a los españoles conducía agua desde un manantial a una laguna artificial creada dentro de la ciudad y fue hasta noviembre de 2006 cuando se logró extraer.
El equipo de arqueólogos ha sido comandado por el arqueólogo mexicano Guillermo Ahuja, el cual ha expresado que se trata de un descubrimiento que podría cambiar la historia de Mesoamérica. El monolito está ya considerado de importancia similar al del calendario azteca (piedra del sol) y al del Tláloc. La importancia de este descubrimiento aún no se puede establecer en su totalidad, necesita un minucioso estudio. Entre lo que se deja entrever está el hecho de que de haberse considerado hasta hace poco tiempo a la cultura huasteca como una cultura secundaria, podía no ser así, y en lugar que los constructores del Tajín hubiesen fundado las ciudades y cultura husteca, esta fuese la cultura fundadora y constructora del Tajín.